# クロスチェック (企業)
株式会社クロスチェック（英: Crosscheck Inc.）は、2014年に木村育生によって設立された日本の企業で、経費の一元化を目的とした一括請求サービス「クロスビリング」を提供している。

## 沿革
- 2014年11月 - 東京都新宿区でスターティア株式会社（東証一部上場）100％出資により開業（資本金4,000万円）
- 2015年4月 - 一括請求サービス「クロスビリング」提供、高圧電力媒介代理店業務、KDDI営業業務委託、ETCコーポレートカード取次業務を開始
- 2016年12月 - 資本金を1億8,000万円に増資。東京都港区西新橋1-17-4に本社移転
- 2019年1月 - 資本金を4,000万円に減資。代表取締役社長木村育生が筆頭株主へ
- 2019年4月 - NTT光コラボレーション事業開始。「ひかりファイバー」提供を開始
- 2019年5月 - 低圧電力媒介代理店業務開始
- 2020年7月 - 水道料金削減媒介業務開始
- 2022年10月 - ガス料金削減媒介業務開始
- 2023年4月 - 東京都港区西新橋1丁目15-5 内幸町K'sビル8階に本社移転[2]